# Amilly, Eure-et-Loir
 Amilly là một xã thuộc tỉnh Eure-et-Loir trong vùng Centre-Val de Loire nước Pháp. Xã này nằm ở khu vực có độ cao trung bình 149 mét trên mực nước biển.